# Thelymorpha marmorata
Thelymorpha marmorata là một loài ruồi trong họ Tachinidae.